# خورخي غوارديولا
خورخي غوارديولا (بالإسبانية: Jorge Guardiola Hay)‏ هو لاعب رماية إسباني، ولد في 1963 في مدريد في إسبانيا.

## وصلات خارجية
- خورخي غوارديولا على موقع الاتحاد الدولي (الإنجليزية)
- خورخي غوارديولا على موقع أوليمبيديا (الإنجليزية)